# Parque Arthur Thomas

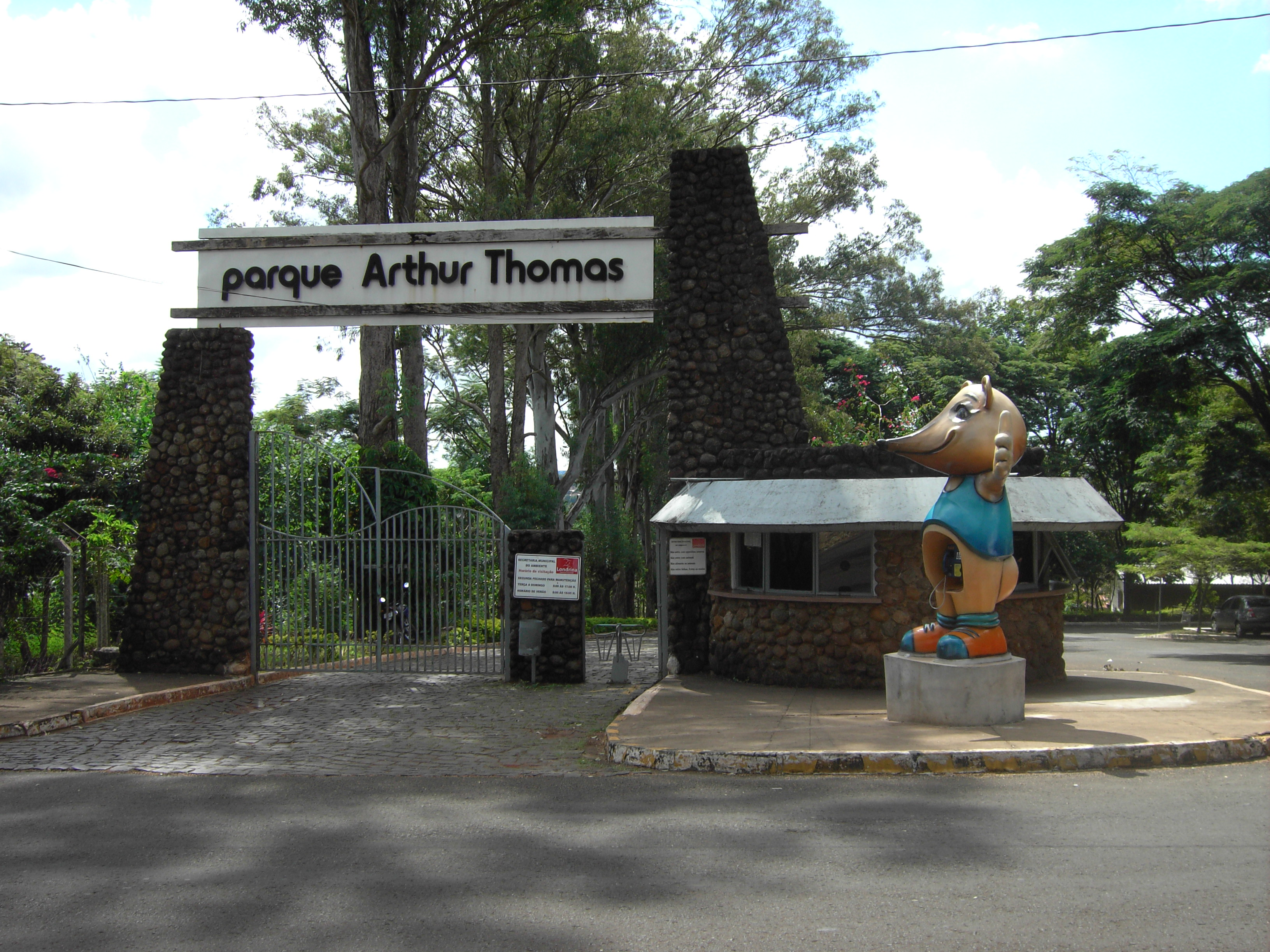
Entrada do Parque Municipal Arthur Thomas, Londrina-PR.

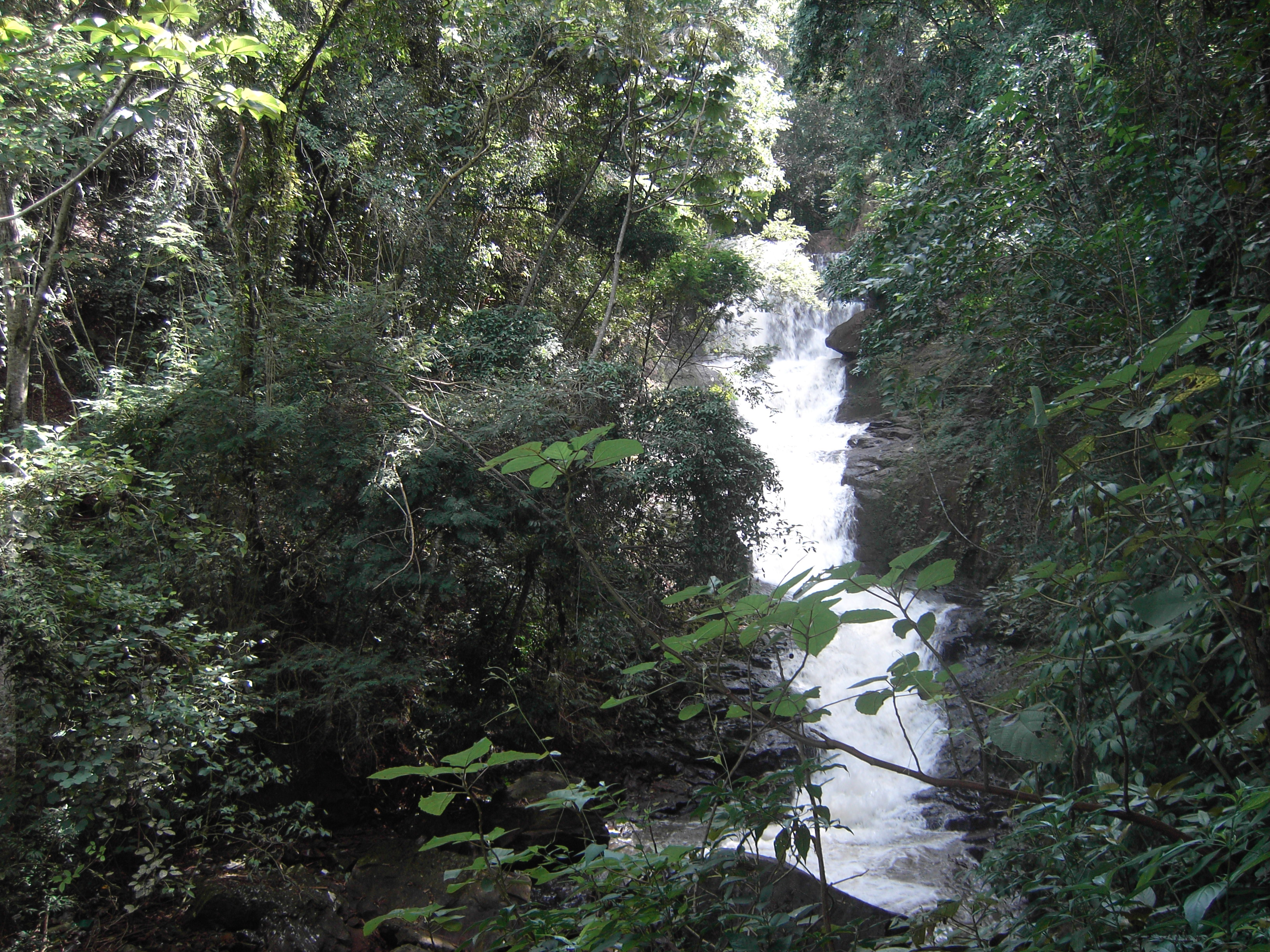
Cachoeira no Parque Municipal Arthur Thomas, Londrina-PR.

O Parque Arthur Thomas é uma área protegida brasileira pertencente ao município de Londrina, no Paraná.

## Patrimônio local
O parque, que abriga uma floresta urbana, tem área total de 85,47 hectares, representa um dos últimos pontos remanescentes da Mata Atlântica na região norte do Paraná. Ele abriga a primeira usina hidrelétrica de Londrina, construída em 1939 e desativada 28 anos depois.

## Histórico
O Parque Arthur Thomas foi criado em 1975 e aberto a visitação a partir de 1987. Está localizado no perímetro urbano de Londrina, a apenas 6 km do centro da cidade, e conta com variadas espécies animais e vegetais. 

## Visitação
O parque já foi o segundo atrativo natural mais visitado do Paraná, mas em tempos recentes viu sua visitação diminuir muito devido à falta de manutenção.